# Micropodabrus excavaticeps
Micropodabrus excavaticeps is een keversoort uit de familie soldaatjes (Cantharidae). De wetenschappelijke naam van de soort werd in 1923 gepubliceerd door Maurice Pic.